# 246 a.C.

## Eventos
- Mânio Otacílio Crasso, pela segunda vez, e Marco Fábio Licino, cônsules romanos.[1]
- Tibério Coruncânio, ditador comitiorum habendorum causa e Marco Fúlvio Flaco, mestre da cavalaria (magister equitum), para organizar as eleições.[1]

### Primeira Guerra Púnica
- Décimo-nono ano da Primeira Guerra Púnica.
- De acordo com o historiador bizantino Zonaras, na epítome de Dião Cássio, a partir deste ano os romanos passaram a escolher várias pessoas para a função de cônsul, mas eles não conseguiram nada de efetivo. Os reveses romanos se devem a que eles, ano após ano, enviaram líderes diferentes, removendo-os da função de general assim que eles aprendiam a arte. Era como se eles estivessem escolhendo para a prática e não para o serviço.[2]

### Terceira Guerra Síria
- Antíoco Teos,[Nota 1] que havia sido casado com Laódice, mas a havia repudiado para se casar com Berenice, filha de Ptolomeu II,[3] volta a se apaixonar por Laódice. Laódice, percebendo a instabilidade do marido, que poderia voltar para Berenice, o envenena, e arruma um impostor, Arremão, para fingir que o rei ainda estava vivo, enquanto prepara a sua sucessão.[4]
- Laódice consegue que seu filho Seleuco Calínico seja nomeado sucessor do seu pai, em detrimento do filho de Berenice. Calínico é um epíteto que se refere às várias vitórias que ele teve, das quais Ussher diz não conhecer nenhuma. Ele também era chamado Pogão, barba em grego.[4]
- No Egito, Ptolemeu II Filadelfo morre, e é sucedido por seu filho Ptolemeu III Evérgeta, cuja mãe era Arsínoe, filha de Lisímaco.[4]
- Laódice entrega Berenice e seu filho para Icádio e Geneu/Ceneu, homens importantes de Antioquia, para serem assassinados. Berenice, quando sabe da chegada dos assassinos, se refugia em Dafne, uma cidadela nos subúrbios de Antioquia. Várias cidades da Ásia enviam ajuda a ela.[4]
- Ptolemeu, temendo pela irmã e o sobrinho, reúne tropas o mais rapidamente que consegue e invade a Ásia.[4]
- O filho de Berenice cai nos esquemas de Laódice e é assassinado por Ceneu. Berenice o persegue e o fere com uma pedra, e faz seu carro passar sobre o corpo dele.[4]
- Os assassinos arrumam outro menino, e apresentam ao povo como se fosse o filho de Berenice. Eles enviam uma guarda de mercenários gauleses contra Berenice, que fingem jurar lealdade a ela, e a matam.[4]
- Três assassinos, Panxriste, Maria e Getósine, colocam o corpo de Berenice na cama, como se ela estivesse ferida, e não morta, para deixar o povo em suspense até a chegada de Ptolemeu.[4]
- As cidades da Ásia, que apoiaram Berenice, apoiam a invasão de Ptolemeu, pretendendo defender Berenice ou vingar sua morte.[4]
- Ptolemeu chega, e executa Laódice. Ele marchou até a Babilônia, e conquistou a Celessíria, Selêucia, Síria, Cilícia, as províncias superiores do Eufrates e quase toda a Ásia.[4]
- Após a conquista da Síria, Ptolemeu Evérgeta vai a Jerusalém e oferece sacrifícios de agradecimento a Deus.[4]